# Willebrordus Verhoeven
Willebrordus Theodorus Maria Verhoeven (Oisterwijk, 16 september 1910 – 20 december 1970) was een Nederlands burgemeester.
Hij werd geboren als zoon van Theodor Arnold Verhoeven (1870-1936, arts) en Marie Catharine Jeanne Josephine Eijgenraam (1876-1964). Hij is afgestudeerd in de rechten en was secretaris van een zuiveringscommissie voor hij in augustus 1947 benoemd werd tot burgemeester van Udenhout. Omdat Verhoeven gezondheidsproblemen had werd in november 1970 de Drunense burgemeester Henk Stieger tevens waarnemend burgemeester van Udenhout. Een maand later overleed Verhoeven op 60-jarige leeftijd.